# Fernando Zavala
Fernando Martín Zavala Lombardi (Tacna, 16 de febrero de 1971) es un economista peruano. Fue presidente del Consejo de Ministros y ministro de Economía y Finanzas del Perú durante los gobiernos de Alejandro Toledo y Pedro Pablo Kuczynski. Actualmente, es el Gerente General de Intercorp.

## Biografía
Nació en Tacna en 1971, hijo de José Zavala Rey de Castro y María Fedora Elisabeth Lombardi Oyarzu. Es sobrino del cineasta Francisco Lombardi Oyarzu.
Siguió estudios escolares en el Colegio De la Inmaculada, Jesuitas - Lima (Promoción San Juan Berchmans 1987).
Estudió Economía de la Universidad del Pacífico; luego de ello, obtuvo una Maestría en Dirección de Empresas de la Universidad de Piura; además estudió un MBA en la Universidad de Birmingham de Inglaterra.

### Trayectoria
En el ámbito privado, fue subgerente de Samtronics Perú. Además, fue analista del sector finanzas de Apoyo Publicaciones (hoy SE Semana Económica), revista especializada en economía y negocios.
En 1995 ingresó a la actividad pública como gerente general del Indecopi (Instituto Nacional de Defensa de la Competencia y de la Protección de la Propiedad Intelectual), cargo que ocupó hasta septiembre de 2000.
Se desempeñó como asesor en el Ministerio de Economía de 2001 a 2002.
En abril de 2002, durante el gobierno de Alejandro Toledo, fue nombrado Viceministro de Economía, siendo el titular del portafolio Pedro Pablo Kuczynski. Permaneció en el cargo en las gestiones de los ministros Javier Silva Ruete (2002-2003), Jaime Quijandría Salmón (2003-2004) y Kuczynski nuevamente (2004-2005).
En el 2006 ingresó a trabajar a la empresa Backus y Johnston como Vicepresidente de Estrategia y Relaciones Corporativas. Luego de tres años en el cargo, fue nombrado presidente de Cervecería Nacional - SABMiller Panamá.
Regresó al Perú y entre noviembre de 2013 y julio de 2016 fue el CEO de Backus y Johnston, una subsidiaria de SABMiller.
Zavala ha sido también miembro del directorio de Interbank, Alicorp, Universidad Peruana de Ciencias Aplicadas, Inmobiliaria IDE, Cervecería San Juan, Banco Falabella, Enersur, Innova Schools y de las ONG Enseña Perú y Empresarios por la Educación. De la misma manera ha sido director de COMEX Perú y miembro del Patronato de la Universidad del Pacífico y del Patronato del Museo de Arte de Lima.
En diciembre de 2018 fue nombrado como director de InRetail, grupo que opera supermercados, farmacias y centros comerciales a nivel nacional. En enero de 2019, se anunció el nombramiento de Zavala como Gerente General de Intercorp a partir de abril de 2019.

## Carrera política

### Ministro de Estado
En agosto de 2005, juramentó como Ministro de Economía y Finanzas, sucediendo en dicho cargo a Kuczynski, que pasó a presidir el Consejo de Ministros. Con 34 años de edad, fue uno de los ministros de Economía más jóvenes del Perú.

### Presidente del Consejo de Ministros

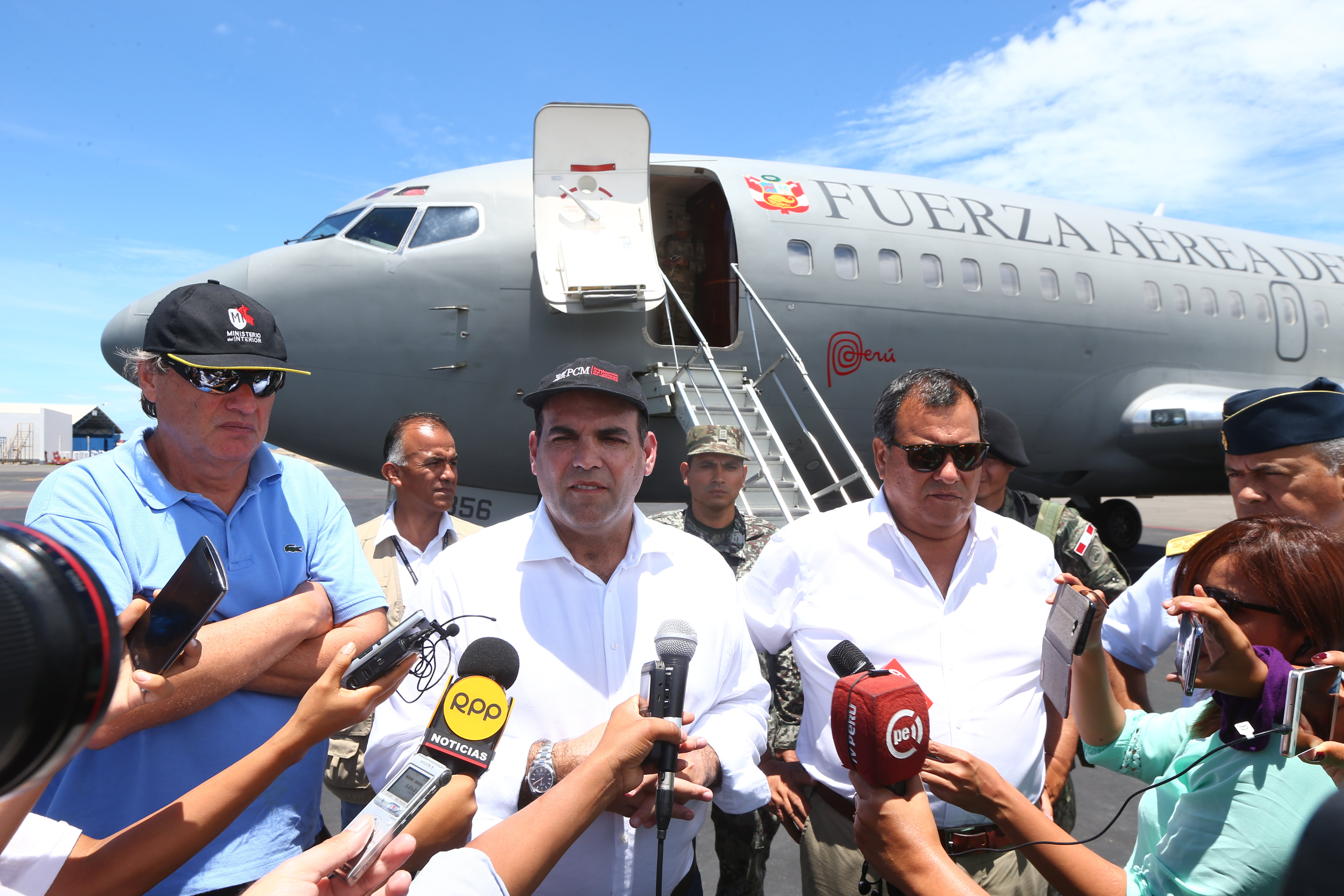
Zavala, junto al Ministro de Defensa, Jorge Nieto.

El 15 de julio de 2016, el presidente electo Pedro Pablo Kuczynski lo confirmó como jefe de su gabinete ministerial.
El 28 de julio, durante la toma de mando, juró su cargo en una ceremonia realizada en el patio de honor del Palacio de Gobierno, al aire libre y  a la vista del público.
El 18 de agosto de 2016, se presentó ante el pleno del Congreso de la República del Perú para pedir el voto de confianza a su gabinete, de acuerdo al mandato constitucional. En un discurso que duró dos horas, expuso en cuatro bloques los temas principales: (1) oportunidades, inversión social, agua e infraestructura; (2) seguridad ciudadana y lucha contra la corrupción; (3) empleo, formalización y reactivación de la economía; y  (4) acercamiento del Estado al ciudadano. Destacó el avance impulsado por cada uno de los últimos cinco gobiernos, incluyendo el de Alberto Fujimori. Tras un largo debate que duró 21 horas, el Congreso aprobó el voto de confianza, con 121 votos a favor, 2 en contra y un abstención.
El 23 de junio de 2017, Fernando Zavala se convirtió en el ministro de Economía y Finanzas en reemplazo de Alfredo Thorne.
El 13 de septiembre, Zavala presentó una cuestión de confianza al Congreso de la República a nombre del Consejo de Ministros, debido a la anunciada moción de censura contra la ministra de Educación, Marilú Martens. El día 14 el parlamento debatió la cuestión de confianza; pasada la medianoche, la confianza le fue denegada por 77 votos en contra, 22 a favor, y 16 abstenciones.